# Wiltondale
Wiltondale is een plaats in de Canadese provincie Newfoundland en Labrador. De plaats bevindt zich op het eiland Newfoundland aan de rand van het Nationaal Park Gros Morne. Het doet voornamelijk dienst als tussenstop voor toeristen en andere passanten in het relatief afgelegen gebied.
Behalve enkele woningen huisvest de plaats ook een winkel, een tankstation, enkele vakantiehuisjes en een kiosk waar parkbezoekers in de zomermaanden een toegangspas kunnen aanschaffen.

## Geografie
Wiltondale is een kleine nederzetting aan de splitsing van provinciale route 430 en provinciale route 431. Deze routes zijn de enige twee zuidelijke toegangswegen van het Nationaal Park Gros Morne. De toegang via Route 430 bevindt zich aan de rand van het dorp, terwijl de toegang via Route 431 op een rijafstand van 11 km ligt.
De plaats bevindt zich ruim 4 km ten noordwesten van de bebouwing aan Bonne Bay Big Pond en ruim 20 km ten oosten van de plaats Glenburnie. In rijafstand is de dichtstbij gelegen plaats in noordelijke richting Rocky Harbour (37 km).

## Geschiedenis
In 1927 vestigde Norman Wilton, een houthakker uit Woody Point, zich met zijn gezin als eerste in wat vandaag Wiltondale noemt. Ze bouwden er een tussenstop uit voor mannen die op weg waren van en naar de houthakgebieden in de regio. De plaats groeide geleidelijk aan zelf uit tot een kleine houthakkersnederzetting.
In 1973 werd het gebied direct ten noorden ervan uitgeroepen tot een national park reserve en in 2005 werd Gros Morne officieel erkend als een nationaal park. Hierdoor kreeg Wiltondale belang als tussenstop voor toeristen.

## Demografie
In 1991 woonden er 35 mensen in Wiltondale. De volkstelling van 1996 stelde een inwoneraantal van 33 vast. In daaropvolgende volkstellingen verzamelde Statistics Canada enkel nog cumulatieve bevolkingsaantallen voor Wiltondale en de bewoning aan Bonne Bay Big Pond. In 2011 zou Wiltondale amper 21 permanente inwoners geteld hebben.

## Galerij

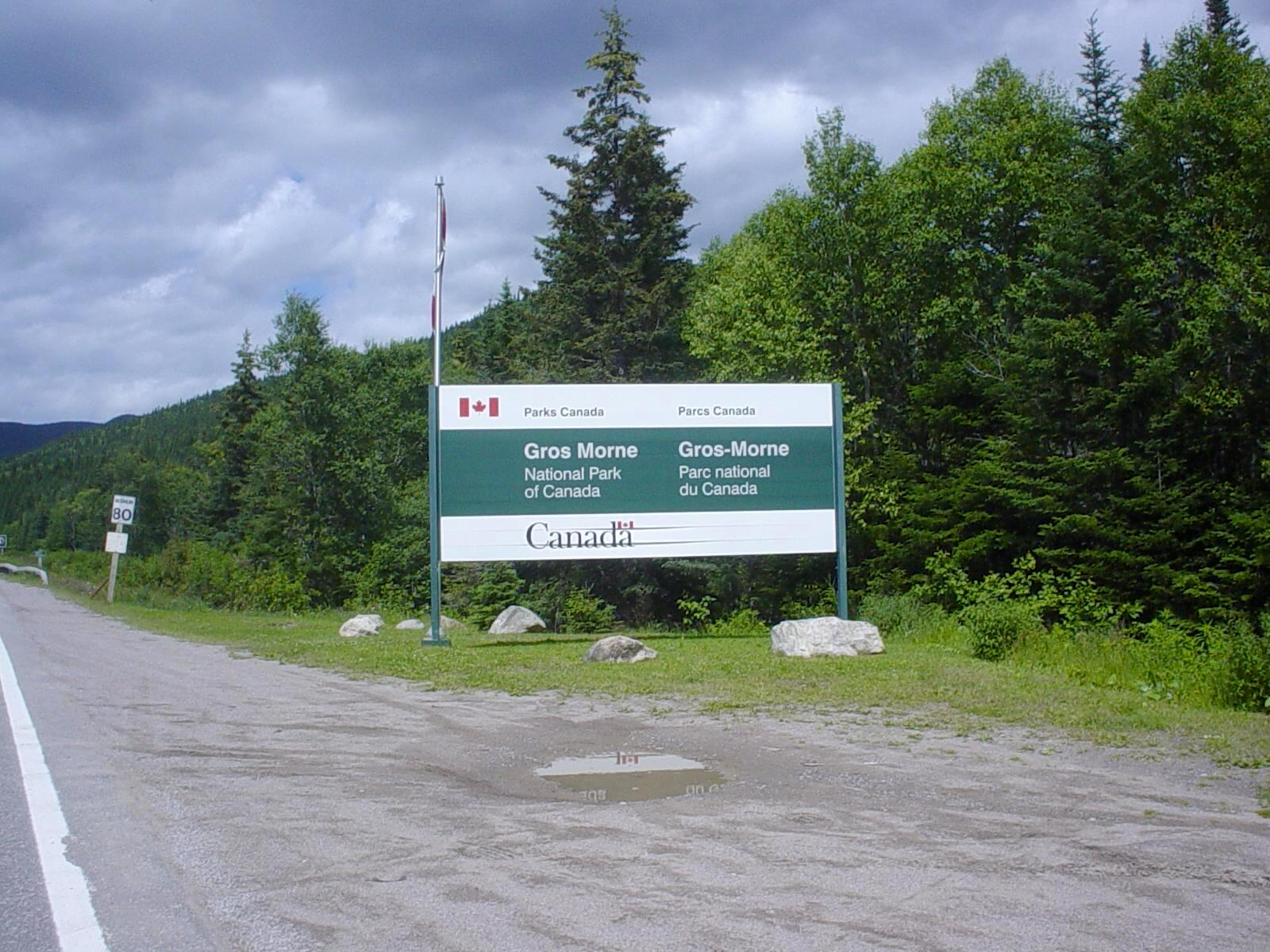
Toegangsbord van het nationaal park aan de rand van het dorp
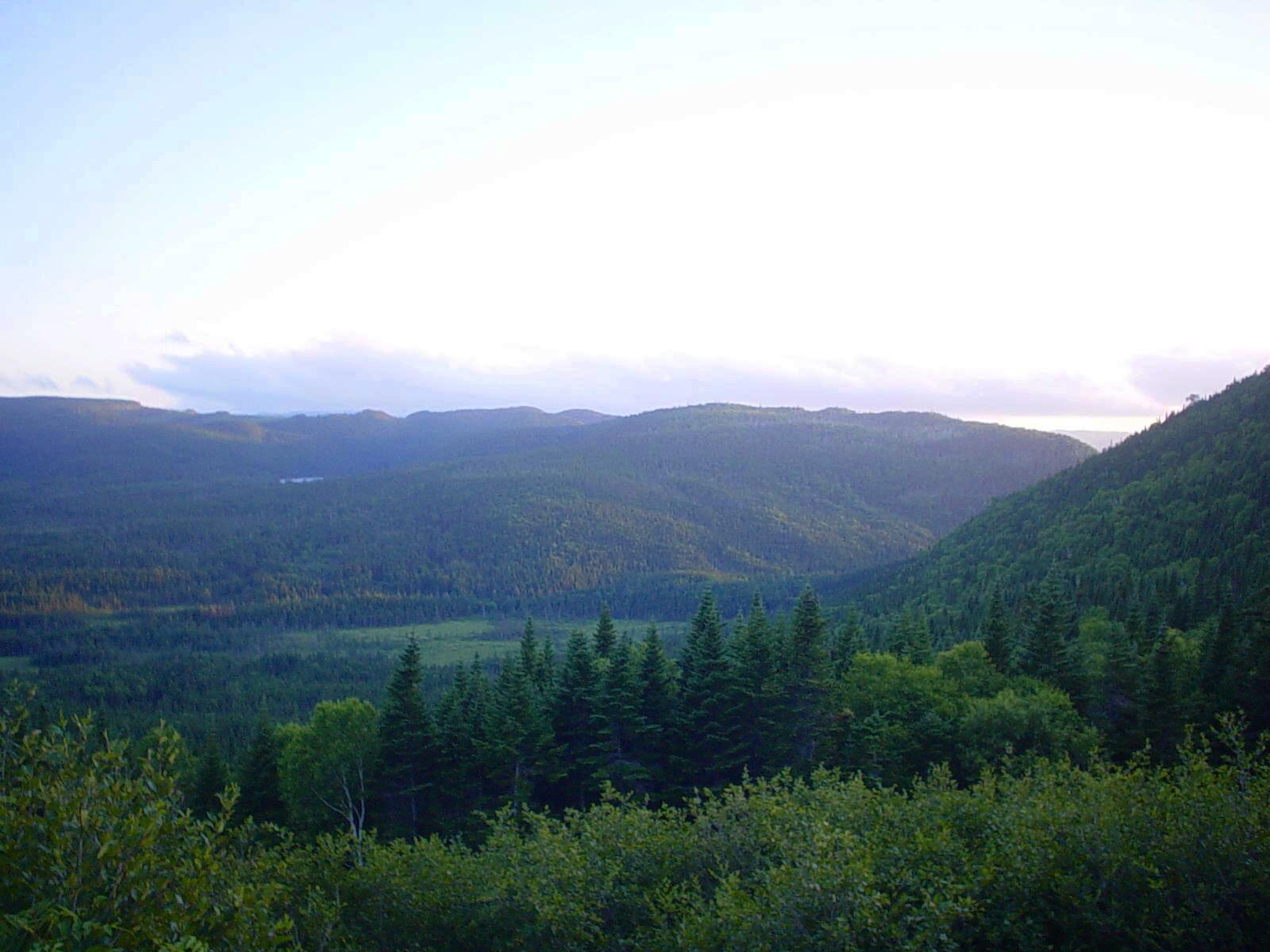
Heuvelachtig boslandschap net buiten Wiltondale